# Liaocheng
Liaocheng (chiń. 聊城; pinyin Liáochéng) – miasto o statusie prefektury miejskiej we wschodnich Chinach, w prowincji Szantung, nad Wielkim Kanałem. W 2010 roku liczba mieszkańców miasta wynosiła 232 417. Prefektura miejska w 1999 roku liczyła 5 538 816 mieszkańców. 

## Miasta partnerskie
- Uiryeong, Korea Południowa
- Blacktown, Australia
- Gwangmyeong, Korea Południowa